# مارشون بروكس
مارشون بروكس (بالإنجليزية: MarShon Brooks)‏ مواليد 26 يناير 1989 في نيوجيرسي، هو لاعب كرة سلة أمريكي بدأ مسيرته الاحترافية في سنة 2011 حيث تم اختياره من قبل فريق بوسطن سيلتكس خلال الدرافت يلعب مع فريق جيانغسو دراجونز في الرابطة الصينية لكرة السلة ويحمل الرقم 2. يبلغ طوله 6 قدم 5 بوصة (2.0 م).

## فرق لعب لها
- بروكلين نتس
- بوسطن سيلتكس
- غولدن ستايت ووريورز
- لوس أنجلوس ليكرز
- أولمبيا ميلانو
- جيانغسو دراجونز

## إحصائيات المسيرة

### الرابطة الوطنية لكرة السلة

#### الموسم الاعتيادي
| السنة   | الفريق              | لعب | بدأ | دقيقة | ميداني% | ثلاثية | حرة   | ارتداد | صنع | استلاب | تصدي | نقطة |
| ------- | ------------------- | --- | --- | ----- | ------- | ------ | ----- | ------ | --- | ------ | ---- | ---- |
| 2011–12 | بروكلين نتس         | 56  | 46  | 29.4  | .428    | .313   | .764  | 3.6    | 2.3 | .9     | .3   | 12.6 |
| 2012–13 | بروكلين نتس         | 73  | 2   | 12.5  | .463    | .273   | .734  | 1.4    | 1.0 | .5     | .2   | 5.4  |
| 2013–14 | بوسطن سيلتكس        | 10  | 0   | 7.3   | .375    | .500   | 1.000 | 1.9    | .4  | .1     | .1   | 3.1  |
| 2013–14 | غولدن ستايت ووريورز | 7   | 0   | 2.1   | .385    | .000   | .750  | .7     | .0  | .1     | .0   | 1.9  |
| 2013–14 | لوس أنجلوس ليكرز    | 18  | 0   | 12.7  | .489    | .579   | .692  | 1.7    | 1.2 | .7     | .2   | 6.4  |
| المسيرة |                     | 164 | 49  | 17.5  | .442    | .326   | .748  | 2.2    | 1.4 | .6     | .2   | 7.7  |

#### التصفيات
| السنة   | الفريق      | لعب | بدأ | دقيقة | ميداني% | ثلاثية | حرة   | ارتداد | صنع | استلاب | تصدي | نقطة |
| ------- | ----------- | --- | --- | ----- | ------- | ------ | ----- | ------ | --- | ------ | ---- | ---- |
| 2013    | بروكلين نتس | 7   | 0   | 5.7   | .375    | .000   | 1.000 | .7     | .4  | .0     | .0   | 1.1  |
| المسيرة |             | 7   | 0   | 5.7   | .375    | .000   | 1.000 | .7     | .4  | .0     | .0   | 1.1  |

## روابط خارجية
- مارشون بروكس على موقع الدوري الأوروبي لكرة السلة (الإنجليزية)
- مارشون بروكس على موقع إن بي أي (الإنجليزية)
- مارشون بروكس على موقع سبورتس رفرنس (الإنجليزية)
- مارشون بروكس على موقع كرة السلة الأوروبية.كوم (الإنجليزية)
- مارشون بروكس على موقع إي إس بي إن.كوم (الإنجليزية)
- مارشون بروكس على موقع كلية كرة السلة في سبورتس رفرنس.كوم (الإنجليزية)
- مارشون بروكس على موقع ريلجم (الإنجليزية)
- مارشون بروكس على موقع بروبوليرز (الإنجليزية)
- مارشون بروكس على موقع سبورتس رفرنس (الإنجليزية)
- مارشون بروكس على موقع سبورتس رفرنس (الإنجليزية)